# Rhinoclama aupouria
Rhinoclama aupouria är en musselart som först beskrevs av Dell 1950.  Rhinoclama aupouria ingår i släktet Rhinoclama och familjen Cuspidariidae. Inga underarter finns listade i Catalogue of Life.